# Molnråtta
Molnråttan (Phloeomys pallidus) är en stor gnagarart i familjen råttdjur. Inga underarter finns listade.

## Utseende
Den här mycket stora gnagaren väger mellan 1,9-2,6 kilo och är med svans 75-77 centimeter lång. Färgen på den relativt långa pälsen, som även täcker svansen, är mycket varierande. Vanligtvis är pälsen dock mycket ljust brun-grå eller vit med några mörkbruna eller svarta fläckar. Individer som i stort sett är helvita förekommer också.
Svanslängden är 32 till 35 cm, bakfötterna är 8 till 9 cm långa och öronen är 3,5 till 4 cm stora. På fötterna förekommer bara några glest fördelade hår och fingrar samt tår är utrustade med robusta klor. Kännetecknande är även artens molarer (bakre kindtänderna) som har höga tandkronor. Honor har två par spenar vid ljumsken.

## Utbredning
Arten finns endast i de norra och centrala delarna av ön Luzon i öriket Filippinerna. Molnråttan föredrar busksnår och skogsmark, men finns även i förstörda naturmiljöer såsom plantager. Den lever i områden från havsnivån upp till en höjd av cirka 2 200 meter. På en del områden lever även den ovanligare gnagaren Crateromys schadenbergi, men den arten lever huvudsakligen på högre höjder än molnråttan.

## Ekologi
Arten bygger bon i ihålliga stockar och träd och är aktiv på natten. Den äter då olika typer av blad och växter, och troligtvis även jordbruksgrödor. Arten föder vanligtvis en unge.
Honor kan vara brunstiga under alla årstider och mellan två födslar ligger vanligen åtta månader. Ungarna föds efter 65 till 95 dagar dräktighet. Ungarna blir snabb självständiga. En unge som levde i en zoo i USA var efter två veckor helt täckt med päls och den hade öppna ögon samt förmåga att sitta på bakbenen. Honor blir efter ungefär 8 månader könsmogna och för hannar infaller könsmognaden efter 12 till 18 månader.
Med undantag av parningen och ungarnas uppfostring lever varje exemplar ensam. De har högljudda läten.

## Status
I vissa områden har molnråttan utrotats på grund av jakt, men i stort tycks arten överleva belastningen från jakten och i de flesta områdena är den fortfarande vanlig och utbredd.